# Virginia Gardens
Virginia Gardens é uma aldeia localizada no estado americano da Flórida, no condado de Miami-Dade. Foi incorporada em 1947.

## Geografia
De acordo com o United States Census Bureau, a cidade tem uma área de 0,7 km², onde todos os 0,7 km² estão cobertos por terra.

### Localidades na vizinhança
O diagrama seguinte representa as localidades num raio de 8 km ao redor de Virginia Gardens.

## Demografia
Segundo o censo nacional de 2010, a sua população é de 2 375 habitantes e sua densidade populacional é de 3 162 hab/km². Possui 949 residências, que resulta em uma densidade de 1 263,5 residências/km².